# Грим Камбан
Грим Камбан (фар. Grímur Kamban) — легендарный персонаж. Согласно Саге о Фарерцах, был первым человеком, ступившим на землю Фарерских островов. Всё, что о нём известно, содержится в первых двух предложениях саги,

Одного человека звали Грим Камбан; он первым поселился на Фарерских Островах. А в дни Харальда Прекрасноволосого от его притеснений из страны бежало множество народу: кто-то остался на Фарерских Островах, а кое-кто отправился искать другие пустынные земли.

— Сага о Фарерцах

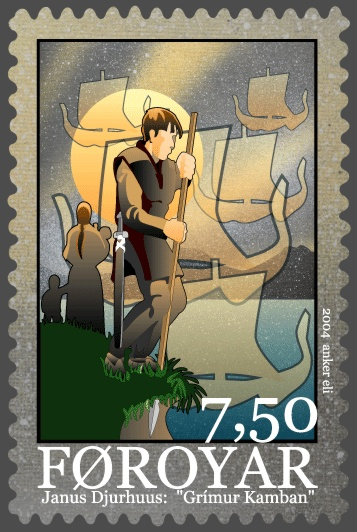
Почтовая марка Фарерских островов, посвящённая поэме Януса Дьюрхуса «Грим Камбан»

Первые норвежские поселенцы высадились на Фарерские острова до 825 года, а король Харальд Прекрасноволосый правил после 872 года, так что Грим должен был появиться на островах задолго до притеснений Харальда. Кроме того, согласно книге «Liber de Mensura Orbis Terrae» кельтского монаха Дикуила, ещё до норвежцев на островах жили ирландские монахи, а по данным исследований пыльцы, овёс выращивали на Фарерских островах уже около 650 года.
Имя Камбан предположительно имеет кельтское происхождение. Он мог быть выходцем из Ирландии, Гебридских островов или острова Мэн, где в это время уже были норвежские поселения. Он также мог быть норвежцем, принявшим христианство под влиянием ирландских монахов.
По традиции, Грим поселился в Фуннингуре на острове Эстурой. Археологические раскопки показали, что на этом месте, как, впрочем, и везде по островам, было поселение викингов.
"Книга о заселении земли" называет внуком Грима Камбана Торольва Масло, одного из первооткрывателей Исландии.
Грим Камбан является важной фигурой в истории островов, ему посвящены художественные произведения, его именем названы различные объекты, например, построенный в 1987 году траулер.